# Anne Le Campion
Anne Le Campion est une ingénieure du son française née le 4 septembre 1963  à Bourron-Marlotte (Seine-et-Marne).
Membre de l’académie des César 
Membre de l’académie des Oscar

## Filmographie (sélection)
- 1991 : Tous les matins du monde d'Alain Corneau
- 1991 : Une époque formidable... de Gérard Jugnot
- 1992 : L'Accompagnatrice de Claude Miller
- 1994 : La Jeune Fille et la Mort (Death and the Maiden) de Roman Polanski
- 1994 : Léon de Luc Besson
- 1995 : Les Milles de Sébastien Grall
- 1996 : Les Caprices d'un fleuve de Bernard Giraudeau
- 1998 : Place Vendôme de Nicole Garcia
- 1999 : La Neuvième Porte (The Ninth Gate) de Roman Polanski
- 1999 : Je règle mon pas sur le pas de mon père de Rémi Waterhouse
- 1999 : Vénus Beauté (Institut) de Tonie Marshall
- 2000 : Vatel de Roland Joffé
- 2001 : Belphégor, le fantôme du Louvre de Jean-Paul Salomé
- 2001 : Yamakasi d'Ariel Zeitoun
- 2001 : Mademoiselle de Philippe Lioret
- 2011 : Tu seras mon fils de Gilles Legrand
- 2002 : Le Transporteur (The Transporter) de Louis Leterrier et Corey Yuen
- 2002 : Le Pianiste (The Pianist) de Roman Polanski
- 2002 : Femme fatale de Brian De Palma
- 2002 : Comme un avion de Marie-France Pisier
- 2003 : Effroyables Jardins de Jean Becker
- 2004 : Malabar Princess de Gilles Legrand
- 2005 : Oliver Twist de Roman Polanski
- 2007 : La Dernière Légion (The Last Legion) de Doug Lefler (en)
- 2008 : L'Emmerdeur de Francis Veber
- 2008 : L'Empreinte de Safy Nebbou
- 2010 : Je vous aime très beaucoup de Philippe Locquet
- 2010 : The Ghost Writer de Roman Polanski
- 2010 : L'Autre Dumas de Safy Nebbou
- 2013 : Belle et Sébastien de Nicolas Vanier
- 2014 : La Chambre bleue de Mathieu Amalric
- 2014 : Aimer, boire et chanter d'Alain Resnais
- 2015 : Une enfance de Philippe Claudel

## Distinctions

### Récompenses
- César 1992 : César du meilleur son pour Tous les matins du monde